# Oligoaeschna sabre
Oligoaeschna sabre är en trollsländeart som beskrevs av Wilson och Reels 2001. Oligoaeschna sabre ingår i släktet Oligoaeschna och familjen mosaiktrollsländor. Inga underarter finns listade i Catalogue of Life.